# حارم
حارم (به عربی: حارم) یک منطقهٔ مسکونی در سوریه است که در شهرستان حارم واقع شده‌است.

## خصوصیات
حارم ۲۱٬۹۳۴ نفر جمعیت دارد و ۱۷۵ متر بالاتر از سطح دریا واقع شده‌است.